# Orson Fowler
Orson Squire Fowler (* 11. Oktober 1809 in Cohocton, New York; † 18. August 1887 in Sharon, New York) war ein US-amerikanischer Phrenologe, der in der Mitte des 19. Jahrhunderts für das oktogonale Wohnhaus eintrat.

## Leben
Der Sohn von Horace und Martha (Howe) Fowler wurde 1809 in Cohocton im Steuben County geboren. Er besuchte die Ashland Academy, studierte am Amherst College und machte 1834 seinen Abschluss. Gemeinsam mit seinem Bruder Lorenzo Niles Fowler (1811–1896) eröffnete er ein phrenologisches Büro in New York City, schrieb und lehrte von 1834 bis 1889 über Phrenologie, Gesundheit, Allgemeinbildung und soziale Reformen.
Von 1838 bis 1842 veröffentlichte Fowler Artikel im American Phrenological Journal, Philadelphia. Von 1846 bis 1854 arbeitete er als Verleger (Fowler & Wells) in New York, wohnte in Fishkill, New York und Elizabeth, New Jersey. 1863 ging er mit seinem Büro nach Boston, wohnte von 1863 bis 1880 in Manchester, Massachusetts, und von 1883 bis zum 18. August 1887 in Sharon, wo er starb.
Fowler war dreimal verheiratet: mit Eliza (Brevoort) Chevalier, mit Mary (Aiken) Poole und mit Abbie L. Ayres. Er zeugte drei Kinder. Die Stadt Fowler in Colorado ist nach ihm benannt.

## Achteckige Häuser

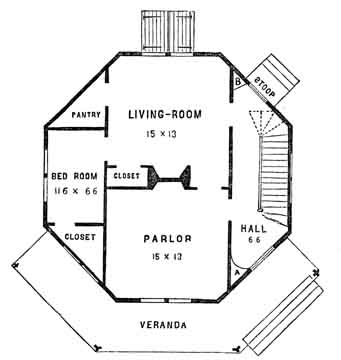
Plan für ein oktogonales Haus

Fowler wies darauf hin, dass ein achteckiges Haus praktisch gesehen mehr Fläche böte, als das sonst übliche Quadrat oder Rechteck, und zudem die Bau- und Heizkosten geringer seien. Er behauptete weiterhin, achteckige Häuser seien rechteckigen Häusern in Bezug auf Raumbeleuchtung, Nutzung des Sonnenlichts und Luftzirkulation überlegen, da es keine „dunklen, unnützen Ecken“ gebe. Fowler löste damit in Teilen der USA eine regelrechte „Achteck-Bewegung“ aus, von der noch heute zahlreiche achteckige, meist aus Holz gebaute Wohnhäuser zeugen.
Jedoch setzte sich die Achteck-Form nicht dauerhaft durch, da man auch Nachteile dieser Bauweise erkannte. Beispielsweise haben die inneren Räume in einem achteckigen Grundriss häufig ungewöhnliche Zuschnitte, dreieckig etwa, und damit sehr wohl „dunkle, unnütze Ecken“. Der von Fowler angeführte Vorteil der besseren Luftzirkulation bewahrheitete sich ebenfalls nicht, da Räume in einem achteckigen Grundriss häufig nur eine Front nach außen besitzen, entgegen Räumen mit zwei Fronten über Eck in einem rechteckigen Haus.
Um Fowlers Ideen tatsächlich effektiv umzusetzen, wäre möglicherweise eine Bauform nötig, in der jeder einzelne Raum eine achteckige Form hätte, was jedoch kaum je realisiert wurde.
Fowler sah sich als „Erfinder“ des achteckigen Wohnhauses an, jedoch gibt es auch frühere Beispiele, etwa das Sommerhaus von Thomas Jefferson (1819).

## Zitat
„Why so little progress in architecture when there is so much in other matters! Why continue to build in the same square form of all past ages?“

## Werke
- Memory and intellectual improvement (1841)
- Physiology, Animal and Mental (1842)
- Matrimony, or Phrenology applied to the Selection of Companions (1842)
- Self Culture and Perfection of Character (1843)
- Education and Self-improvement
- Hereditary Descent, its Laws and Facts applied to Human Improvement (1843)
- Love and Parentage (1844)
- The Self Instructor in Phrenology and Physiology (1849), with Lorenzo Fowler
- Sexual Science (1870)
- Phrenology proved, illustrated and applied
- Amativeness
- Human Science
- Creative and Sexual Science, or Manhood, Womanhood, and their Interrelations (1875)
- The Octagon House: A Home for All